# Steeple with Tyneham
Steeple with Tyneham är en civil parish  i Dorset i England. Det inkluderar Steeple och Tyneham. Orten har 94 invånare (2001). Skapad 1 april 2014.